# آنی برزگل
آنی برزگل (انگلیسی: Annie Bersagel؛ زادهٔ ۳۰ مارس ۱۹۸۳) ورزشکار دو و میدانی، و دونده دو استقامت اهل ایالات متحده آمریکا است.
وی همچنین برندهٔ جوایزی همچون برنامه فولبرایت شده‌است.

## زندگی
او در وست یونیون، آیووا زاده شد.